# Carl Christian Friedrich Weckherlin
Carl Christian Friedrich Weckherlin (* 1. Februar 1790 in Schorndorf; † 10. Juli 1853 in Stuttgart) war ein württembergischer Oberamtmann.

## Leben
Carl Christian Friedrich Weckherlin war der Sohn eines Gymnasialdirektors. Er studierte von 1807 bis 1811 Rechtswissenschaften an der Universität Tübingen und wurde Mitglied des dortigen Corps Suevia. Zwischen 1811 und 1817 leistete er Militärdienst bei der Kavallerie, zuletzt als Leutnant. Ab 1813 war er zugleich Gouverneur des Grafen Alexander von Württemberg. 
Von 1817 bis 1818 war er Sekretär bei der Regierung des Neckarkreises in Ludwigsburg, von 1819 bis 1822 Assessor bei der Regierung des Schwarzwaldkreises in Reutlingen. Von 1822 bis 1826 leitete er als Oberamtmann das Oberamt Reutlingen, von 1826 bis 1831 das Oberamt Tübingen, er war dort zugleich Stadtdirektor und erhielt 1829 den Titel und Rang eines Regierungsrats. Von 1831 bis 1844 war er Oberamtmann in Urach. 1844 trat Weckherlin in den Ruhestand.